# Nel regno delle fiabe
Nel regno delle fiabe (Faerie Tale Theatre) è una serie televisiva in live action per bambini creata dall'attrice Shelley Duvall, che occupò gli schermi americani dal 1982 al 1987, e che aveva come scopo raccontare, mediante i suoi episodi, fiabe popolari. Shelley Duvall è sempre presente negli episodi come narratrice, presentatrice e come produttore esecutivo del programma, ed occasionalmente interpreta dei personaggi. La serie fu seguita da un sequel più corto chiamato Tall Tales & Legends che seguiva lo stesso format ma si focalizzava nelle storie folk americane. Entrambe le serie vedono la partecipazione di noti attori (Robert Carradine, Christopher Reeve, Jennifer Beals, Anjelica Huston, Susan Sarandon ecc.) e registi (Tim Burton, Francis Ford Coppola, ecc.).

## Episodi
Ogni episodio si apre con l'introduzione della stessa Shelley Duvall ed il suo benvenuto alla visione dello show, dopo il quale fornisce una breve introduzione alla storia che seguirà.
Molti episodi vedono la presenza di fondali e scenografie ispirate ai lavori di famosi pittori o illustratori americani, come Maxfield Parrish, Norman Rockwell, Arthur Rackham, Gustav Klimt, Kay Nielsen e Harry Clarke.
In Italia la serie è stata trasmessa a partire dal 6 gennaio 1990 ogni fine settimana su Rai 1. È stata in seguito replicata nel 1991 e nel 1992, sempre in orario mattutino. Nessuna delle trasmissioni ha mantenuto l'ordine cronologico originale degli episodi.
| Stagione         | Episodi | Prima TV |
| ---------------- | ------- | -------- |
| Prima stagione   | 2       | 1982     |
| Seconda stagione | 6       | 1983     |
| Terza stagione   | 7       | 1984     |
| Quarta stagione  | 7       | 1985     |
| Quinta stagione  | 2       | 1986     |
| Sesta stagione   | 3       | 1987     |

## Produzione

### Ideazione
Shelley Duvall, ideatrice della serie, ebbe l'idea di una raccolta di fiabe live action per la televisione durante la lavorazione del film Popeye - Braccio di Ferro di Robert Altman, nel quale interpretava Olivia Oyl al fianco di Robin Williams nel ruolo di Braccio di Ferro. Durante le pause sul set, Shelley era solita leggere dei grandi volumi di fiabe che si era portata dietro da casa. Un giorno, mentre leggeva la storia de Il principe ranocchio dei fratelli Grimm, pensò che Robin Williams sarebbe stato un perfetto ranocchio. Williams, sorpreso ma contento all'idea propostagli da Shelley, le suggerì di dare lei stessa vita al progetto come produttrice, oltre che attrice. Il principe ranocchio divenne così il primo episodio della serie, e vedeva la partecipazione oltre che di Williams anche di Teri Garr e René Auberjonois.
Trasmesso sulla rete via cavo Showtime l'11 settembre 1982, Il principe ranocchio fu subito un successo di pubblico e critica, confermando l'idea iniziale della Duvall di voler creare uno show adatto sia ai bambini che agli adulti.

### Cast
Molte star del grande o piccolo schermo vollero subito far parte del successo della serie, per divertimento o per far piacere ai proprio figli o nipoti. Joan Collins, Billy Crystal, Vanessa Redgrave, Helen Mirren, Melissa Gilbert, Liza Minnelli, Lee Remick, Leonard Nimoy Mick Jagger, Tatum O'Neal, Christopher Lee si calarono di volta in volta nei panni di maghi, regine, principesse o animali parlanti, dando vita ad una serie di indimenticabili interpretazioni.

### Riprese
L'ultimo giorno di riprese di ogni singola storia, Shelley Duvall girava insieme alla sua co-produttrice Bridget Terry le proprie introduzioni, utilizzando il set originale dell'episodio prima che venisse smantellato. Guardando in camera, Shelley iniziava salutando il pubblico con un cordiale Salve, sono Shelley Duvall, per poi illustrare il tema della fiaba e concludere con una piccola morale.